# エルンスト＝ヴィルヘルム・ライネルト
エルンスト＝ヴィルヘルム・ライネルト（Ernst-Wilhelm Reinert、1919年2月2日 - 2007年 9月5日）は、第二次世界大戦時のドイツ空軍のエース・パイロットである。エース・パイロットとは空中戦で5機以上の敵機を撃墜した軍人パイロットを呼び表す呼称である。騎士鉄十字勲章とそれより上位の柏葉・剣付騎士鉄十字勲章は戦場での卓越した行為や軍事上のリーダーシップを発揮した者に授与された。

## 履歴
エルンスト＝ヴィルヘルム・ライネルトは、1919年2月2日にケルン＝リンデンタールで生まれた。1939年にパイロットの資格を取得した後の1941年4月にウィーンに駐屯する第77戦闘航空団（JG 77）/補充飛行隊（Ergänzungsgruppe）に配属された。その後間もなくJG 77/第4飛行中隊へ転属となり、バルバロッサ作戦に参加した。1942年2月7日にライネルト軍曹は24機撃墜の戦功により空軍名誉杯を授与され、3月にはクリミア半島の（Sarabus）でJG 77/第II飛行隊に所属して飛行任務に就いていた。6月初めに50機撃墜を達成する前の5月に44機撃墜の功でドイツ十字章金章を授与され、7月1日には騎士鉄十字章を授与された。7月23日にライネルトは（Plaskaja）上空でペトリャコーフ Pe-2双発爆撃機に撃墜され負傷した。退院後の9月に前線に復帰し、10月3日には3機を撃墜して100機撃墜を達成して10月6日に103機撃墜の功で柏葉付騎士鉄十字勲章を授与された。
1942年12月にライネルトは、ドイツアフリカ軍団を支援するためにトリポリの東から作戦飛行を行う部隊に転属した。圧倒する敵戦力にもかかわらずライネルトは迅速に戦果を追加し続け、この戦争期間に最も戦果を挙げたドイツ空軍の「エクスペルテン」（'experten'）の一人となった。1943年4月16日にライネルトの挙げた戦果の1機は、英第244航空団長でエースパイロットのイアン・グリード（Ian Gleed）中佐のスーパーマリン スピットファイアであった。4月20日にライネルトは少尉に昇進した。

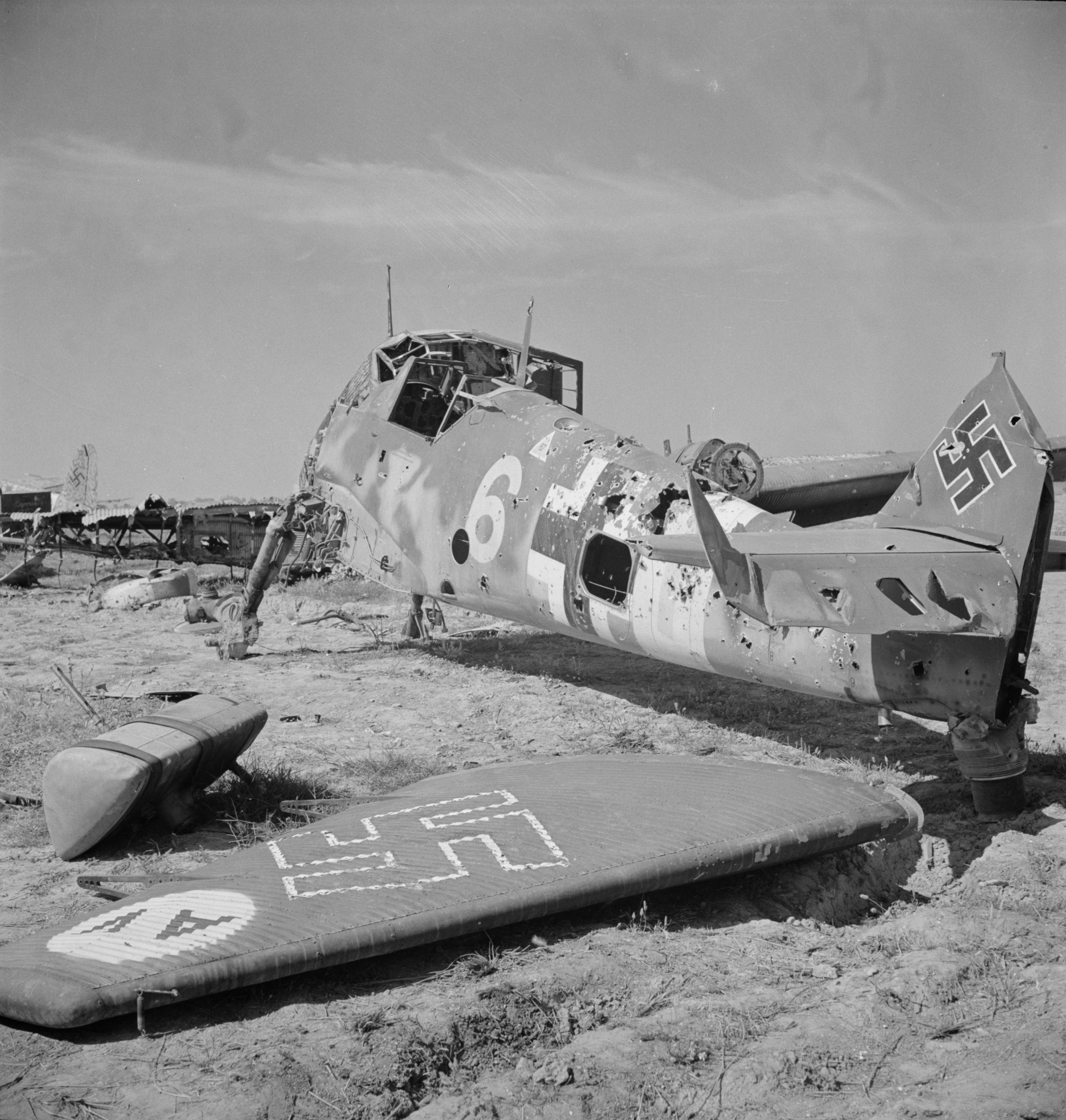
チュニジアに遺棄されたメッサーシュミット Bf109。胴体側面に整備口が開いている。

チュニジア脱出の指示が出るとライネルト少尉はシチリアへ飛ぶように命令を受けた。ライネルトは（Baeumel）中尉と共に乗機である単座のメッサーシュミット Bf109 Gの胴体内に整備士を押し込めて離陸した。シチリアへの途上で英海軍のグラマン マートレット機の編隊を発見すると、ライネルトは過荷重状態の乗機を敵編隊へ向け1機の英軍機を背後から撃墜した。無事シチリアに到着するとライネルトは整備士を機外へ解放した。
8月8日にライネルトはカーチス P-40との戦闘後にミラッツォ近くの海上に乗機のG-6を不時着水させざるを得なくなった。10月にJG 77/第3飛行中隊の（Staffelführer）に、その後JG 77/第1飛行中隊の中隊長（Staffelkapitän）に任命された。12月にライネルトはモンテ・カッシーノ上空で165機目の戦果となるスピットファイアを撃墜した。1944年初めにライネルトはマラリアに罹患し、4月には第27戦闘航空団（JG 27）の飛行中隊長の中尉としてオーストリアへ転属となった。
6月にJG 27は連合国軍の侵攻の前線のカーン上空へと配転となり、ライネルトは6月27日にリパブリック P-47 サンダーボルトを撃墜した。その後ノルマンディー上空で更に2機を撃墜したが、6月17日と7月5日の2度にわたり負傷した。8月にライネルトのJG 27/第12飛行中隊は第14飛行中隊と改称され、再編成のためにドイツ本国へ引き下げられた。中尉となったライネルトはその後の1945年1月1日にJG 27/第IV飛行隊の飛行隊長に任命され、1月30日には大尉として柏葉・剣付騎士鉄十字勲章を授与された。3月にメッサーシュミット Me262を装備する第7戦闘航空団へ転属となった。
ライネルトは715回の作戦飛行を実施し、公式認定で174機の敵機を撃墜、加えて16機を地上で撃破した。このうち103機は東部戦線、20機は西部戦線、51機は地中海戦線での戦果であった。ライネルトはまた16輌の装甲車両に加え6両の蒸気機関車も破壊した。

## 戦後
第二次世界大戦後から1950年代までエルンスト＝ヴィルヘルム・ライネルトは民間での事業に携わっていたが、1956年に少佐の地位でドイツ連邦軍に入隊した。ライネルト中佐は1972年に退役した。

## 受勲
- 戦傷章銀章[4]
- 空軍名誉杯（1942年2月7日）[5]
- 空軍前線飛行章金章（"700"回出撃記念ペナント付）[4]
- パイロット兼観測員章[4]
- 鉄十字章（1939年）
  - 2級（1941年）
  - 1級（1941年9月29日）
- ドイツ十字章金章（1942年2月7日）：第77戦闘航空団/第II飛行隊の伍長として[6]
- 柏葉・剣付騎士鉄十字章
  - 騎士鉄十字章（1942年7月1日）：第77戦闘航空団/第4飛行中隊の部隊員の伍長として[7]
  - 柏葉 第131号（1942年10月7日）：第77戦闘航空団/第4飛行中隊の部隊員の軍曹として[7]
  - 剣 第130号（1945年2月1日）：第27戦闘航空団/第12飛行中隊の飛行中隊長の中尉として[7]

## 参考
出典
1. ↑  Michulec 2002, p. 64.
2. ↑  Spick 1996, pp. 3–4.
3. 1 2  Berger 2000, pp. 284, 285.
4. 1 2 3  Berger 2000, p. 284.
5. ↑  Obermaier 1989, p. 40.
6. ↑  Patzwall and Scherzer 2001, p. 371.
7. 1 2 3  Scherzer 2007, p. 620.

参考文献
- Berger, Florian (2000). Mit Eichenlaub und Schwertern. Die höchstdekorierten Soldaten des Zweiten Weltkrieges. Selbstverlag Florian Berger. ISBN 3-9501307-0-5.
- Fellgiebel, Walther-Peer (2000). Die Träger des Ritterkreuzes des Eisernen Kreuzes 1939-1945. Podzun-Pallas. ISBN 3-7909-0284-5.
- Michulec, Robert (2002). Luftwaffe at War/Luftwaffe Aces of the Western Front. London: Greenhill Books. ISBN 1-85367-486-9.
- Obermaier, Ernst (1989). Die Ritterkreuzträger der Luftwaffe Jagdflieger 1939 - 1945 (in German). Mainz, Germany: Verlag Dieter Hoffmann. ISBN 3-87341-065-6.
- Schaulen, Fritjof (2005). Eichenlaubträger 1940 - 1945 Zeitgeschichte in Farbe III Radusch - Zwernemann (in German). Selent, Germany: Pour le Mérite. ISBN 3-932381-22-X.
- Scherzer, Veit (2007). Die Ritterkreuzträger 1939–1945 Die Inhaber des Ritterkreuzes des Eisernen Kreuzes 1939 von Heer, Luftwaffe, Kriegsmarine, Waffen-SS, Volkssturm sowie mit Deutschland verbündeter Streitkräfte nach den Unterlagen des Bundesarchives (in German). Jena, Germany: Scherzers Miltaer-Verlag. ISBN 978-3-938845-17-2.
- Spick, Mike (1996). Luftwaffe Fighter Aces. New York: Ivy Books. ISBN 0-8041-1696-2.